# بادخورک بزرگ تیره
بادقپک بزرگ تیره (نام علمی: Cypseloides senex) نام یک گونه از سرده آوندوارها است.